# Cornelio Nepote
Cornelio Nepote (in latino Cornēlĭus Nĕpōs; Hostilia, 100 a.C. circa – Roma, 32 a.C.) è stato uno storico e biografo romano.

## Biografia

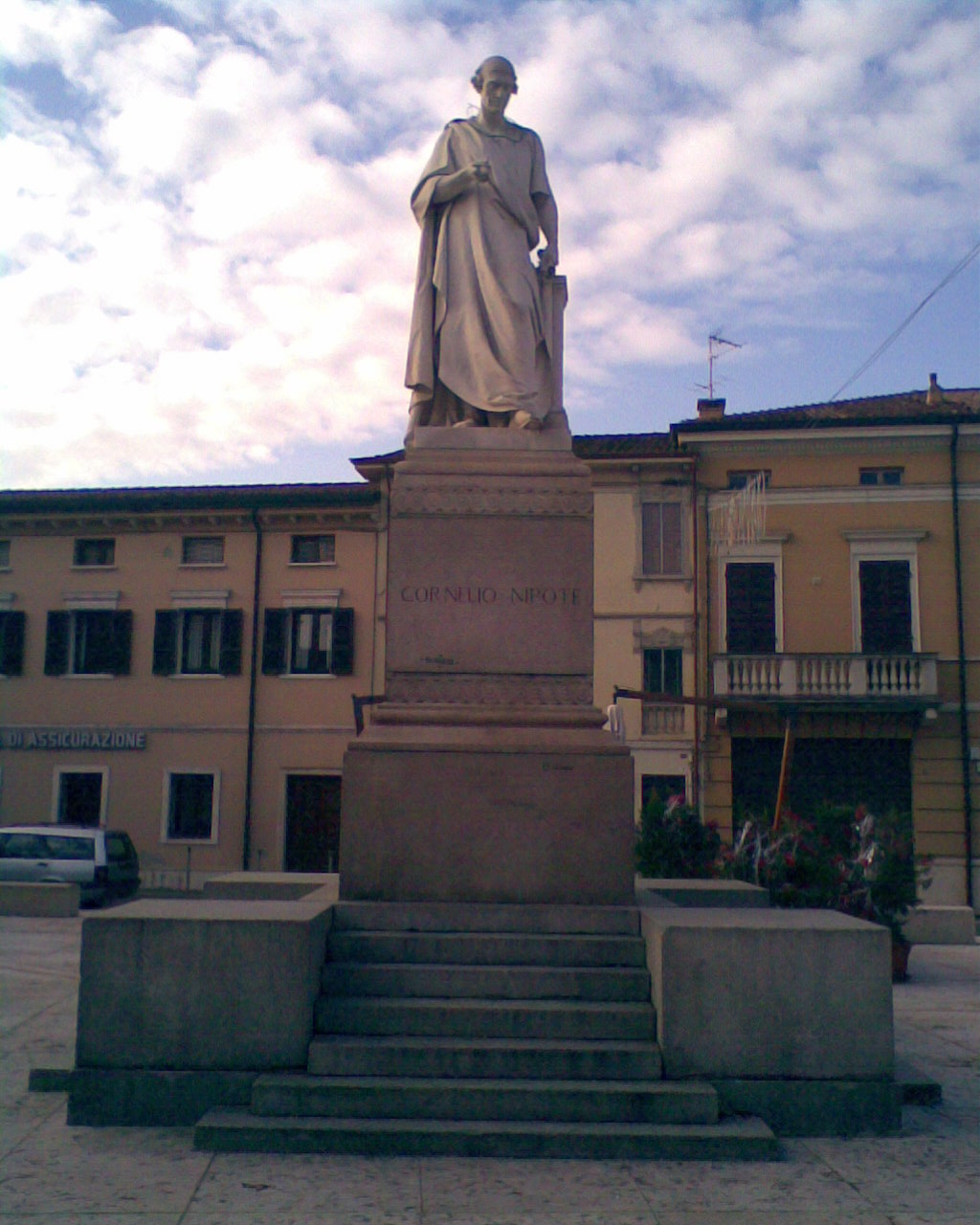
Cornelio Nepote rappresentato in una statua nella "Piazza Cornelio" a Ostiglia (Mantova)

Poco sappiamo della vita di Cornelio Nepote. Nacque nel 100 a.C. circa a Hostilia (attuale Ostiglia), all'epoca un piccolo villaggio della Gallia Cisalpina vicino al Po e non lontano da Verona, oggi situato nella provincia di Mantova. Ne rivendica la nascita però anche Pavia, all'epoca denominata Ticinum. Le sue origini cisalpine sono testimoniate da Plinio il Vecchio, che lo definì Padi accola, ovvero abitante delle rive del Po. 

Si trasferì forse nel 65 a.C. a Roma, dove conobbe personalità della cultura del tempo come Cicerone (con il quale ebbe a lungo rapporti epistolari), Attico, Varrone e Catullo. A differenza di questi fu però estraneo alla vita politica di quegli anni. Ebbe un rapporto particolare con Catullo, il quale gli dedicò il suo Liber (o più probabilmente una parte): 
(Catull. I, 1-3)
Secondo la testimonianza di Plinio il Vecchio, Cornelio Nepote morì, probabilmente a Roma, intorno al 27 a.C., "sotto il principato di Augusto".

## Opere
L'esistenza dei Chronica è testimoniata da Catullo, Ausonio e da Aulo Gellio. Da queste testimonianze emerge che l'opera era strutturata in tre libri e che era una sorta di compendio di storia universale, dall'età mitica fino a quella contemporanea a Nepote, forse basato sull'omonima opera del greco Apollodoro. Come detto l'opera andò interamente perduta.

Catullo ne dice (I, 5-7): «ausus es unus […] / omne aevum tribus explicare chartis / doctis […] et laboriosis» ("Tu solo osasti spiegare tutta la storia in tre libri pieni di cultura e di duro lavoro").
Un'altra sua significativa opera sono gli Exemplorum Libri, una raccolta di episodi aneddotici in cinque libri. Aulo Gellio e Carisio ne testimoniano l'esistenza.

Il De viris illustribus è una raccolta di biografie in sedici libri ripartiti in sezioni. Ci è pervenuto integralmente solo il libro dedicato ai condottieri stranieri (De excellentibus ducibus exterarum gentium). Inoltre, isolate, le vite di Catone il censore e di Attico.
Ispirandosi ai poetae novi, forse in età giovanile, iniziò a comporre anche dei versi, ma non ebbe i risultati sperati e abbandonò presto questa idea, pur restando fedele alla linea estetica da loro supportata, come appunto suggerirebbe la dedica di Catullo.

## Stile
Lo stile di Cornelio Nepote si connota per essere piano e lineare, talora molto semplice, nonostante lo scrittore abbia tentato, specie nella biografia di Attico, di imitare quello più complesso dell'amico Cicerone. Il linguaggio è talvolta colorito da qualche arcaismo. A differenza di altri autori latini, infine, Nepote adopera frequentemente il comparativo di minoranza: presso i Romani, infatti, si tendeva ad evidenziare più l'abbondare di una qualità che la carenza. Lo stile essenziale di questo autore (infatti spesso il linguaggio è monotono e le notizie sono schematiche e sommarie) ha fatto sì che, comunque, egli sia uno dei più tradotti da chi si appresta a studiare il Latino, con Cesare, Fedro ed Eutropio.